# Danio Bardi
Danio Bardi (né le 23 mai 1937 à Scandicci et mort le 9 juillet 1991 à Florence) est un joueur de water-polo italien, champion olympique en 1960 à Rome.